# Епілімніон
Епілімніон — верхній шар води в озерних водоймах.
У глибоких озерах епілімніон досягає глибини 5—8 м. Саме в цьому шарі найбільш інтенсивно перемішуються водні маси під впливом вітру та конвекційних потоків. Він отримує найбільшу кількість сонячної енергії і містить найбільшу кількість мінеральних і органічних речовин. В ньому найвища насиченість води киснем. Все це створює дуже сприятливі умови для розвитку в епілімніоні бактерій, найпростіших та безхребетних тварин.
| Гідрологія | Це незавершена стаття з гідрології. Ви можете допомогти проєкту, виправивши або дописавши її. |